# لی جی وون
لی جی-وون (کره‌ای: 이지원؛ زادهٔ ۳۰ اوت ۲۰۰۶) بازیگر اهل کره جنوبی است.

## فیلم‌شناسی

### فیلم
| سال  | عنوان              | نقش          | توضیحات  | منابع |
| ---- | ------------------ | ------------ | -------- | ----- |
| ۲۰۱۴ | Thuy               | هیون جونگ    | نقش مکمل |       |
| ۲۰۱۴ | چگونه یک سگ بدزدیم | چه رانگ      | نقش مکمل |       |
| ۲۰۱۷ | آر وی              | میونگ اون جی | نقش مکمل |       |
| ۲۰۱۸ | فاش کننده          | پارک شی وون  | نقش مکمل |       |
| ۲۰۱۸ | اوموک گرل          | جو یونگ نام  | نقش مکمل |       |
| ۲۰۱۸ | یادگاری سرباز      | یون یی       | مهمان    |       |
| ۲۰۲۰ | هیت‌من مأمور جون    | گا یونگ      | نقش مکمل | [ ۳ ] |

### مجموعه‌های تلویزیونی
| سال  | عنوان                 | نقش                | توضیحات | منابع |
| ---- | --------------------- | ------------------ | ------- | ----- |
| ۲۰۱۵ | تهیه‌کنندگان           | تاک یه جین (جوانی) | مهمان   |       |
| ۲۰۱۷ | خانم پرفکت            | چه ری              | مکمل    |       |
| ۲۰۱۸ | قلعه آسمان            | کانگ یه بین        | مکمل    | [ ۴ ] |
| ۲۰۱۹ | عشق یک کتاب پاداش است | هونگ جه هی         | مکمل    |       |
| ۲۰۲۰ | شکارچیان شگفت‌انگیز    | ایم جو یون         | مکمل    | [ ۵ ] |
| ۲۰۲۱ | پسران راکتی           | لی هان سول         | اصلی    | [ ۶ ] |

## جوایز و نامزدی‌ها
| مراسم جوایز         | سال  | دسته            | نامزد / اثر | نتیجه | منابع |
| ------------------- | ---- | --------------- | ----------- | ----- | ----- |
| جوایز درامای اس‌بی‌اس | ۲۰۲۱ | بهترین تیم مکمل | پسران راکتی | برنده | [ ۷ ] |